# Robert Cornthwaite (attore)
Robert Cornthwaite (St. Helens, 28 aprile 1917 – Woodland Hills, 20 luglio 2006) è stato un attore statunitense.
Ha recitato in 37 film dal 1950 al 2005 ed è apparso in oltre 130 produzioni televisive dal 1953 al 1996. È stato accreditato anche con il nome Bob Cornthwaite.

## Biografia
Nacque a  St. Helens, in Oregon, il 28 aprile 1917.
Per il cinema ha interpretato il dottor Pryor nel film La guerra dei mondi e il professor Carrington nel film La cosa da un altro mondo. Per la televisione, interpretò, tra gli altri, il ruolo di John James Audubon in tre episodi della serie televisiva The Adventures of Jim Bowie dal 1956 al 1957, di Windish in tre episodi della serie Get Smart - Un detective tutto da ridere nel 1965, del giudice Edward P. Langdon  in tre episodi della soap Dynasty nel 1988 e di Howard Buss in 11 episodi della serie La famiglia Brock dal 1992 al 1994.
La sua ultima apparizione sul piccolo schermo avvenne nell'episodio Flyer della serie televisiva Jarod il camaleonte, andato in onda il 19 ottobre 1996, che lo vede nel ruolo di  Mr. Hollis, mentre per il grande schermo l'ultima interpretazione risale al film The Naked Monster del 2005 in cui interpreta Dr. Carrington.
Morì a Woodland Hills, in California, il 20 luglio 2006.

## Filmografia

### Cinema
- L'ultima preda (Union Station), regia di Rudolph Maté (1950)
- I ragni della metropoli (Gambling House), regia di Ted Tetzlaff (1950)
- La cosa da un altro mondo (The Thing from Another World), regia di Christian Nyby e, non accreditato, Howard Hawks (1951)
- Il marchio del rinnegato (Mark of the Renegade), regia di Hugo Fregonese (1951)
- Il suo tipo di donna (His Kind of Woman), regia di John Farrow e, non accreditato, Richard Fleischer (1951)
- Perdonami se ho peccato (Something to Live For), regia di George Stevens (1952)
- Il magnifico scherzo (Monkey Business), regia di Howard Hawks (1952)
- The Studebaker Story (1953) - corto
- La guerra dei mondi (The War of the Worlds), regia di Byron Haskin (1953)
- Day of Triumph, regia di John T. Coyle, Irving Pichel (1954)
- Il paradiso dei fuorilegge (Stranger on Horseback), regia di Jacques Tourneur (1955)
- Un bacio e una pistola (Kiss Me Deadly), regia di Robert Aldrich (1955)
- La maschera di porpora (The Purple Mask), regia di H. Bruce Humberstone (1955)
- L'angelo del ring (The Leather Saint), regia di Alvin Ganzer (1956)
- L'aquila solitaria (The Spirit of St. Louis), regia di Billy Wilder (1957)
- Hell on Devil's Island, regia di Christian Nyby (1957)
- The Power of the Resurrection, regia di Harold D. Schuster (1958)
- Dieci secondi con il diavolo (Ten Seconds to Hell), regia di Robert Aldrich (1959)
- La notte senza legge (Day of the Outlaw), regia di André De Toth (1959)
- Reptilicus - Il mostro distruggitore (Reptilicus), regia di Sidney W. Pink (1961)
- Tutti pazzi in coperta (All Hands on Deck), regia di Norman Taurog (1961)
- Che fine ha fatto Baby Jane? (What Ever Happened to Baby Jane?), regia di Robert Aldrich (1962)
- 7 giorni di fifa (The Ghost and Mr. Chicken), regia di Alan Rafkin (1966)
- Il bandito nero (Ride to Hangman's Tree), regia di Alan Rafkin (1967)
- La vecchia legge del West (Waterhole #3), regia di William A. Graham (1967)
- Quando muore una stella (The Legend of Lylah Clare), regia di Robert Aldrich (1968)
- Colossus: The Forbin Project, regia di Joseph Sargent (1970)
- The Peace Killers, regia di Douglas Schwartz (1971)
- Journey Through Rosebud, regia di Tom Gries (1972)
- Futureworld - 2000 anni nel futuro (Futureworld), regia di Richard T. Heffron (1976)
- Doctor Detroit, regia di Michael Pressman (1983)
- L'affare del secolo (Deal of the Century), regia di William Friedkin (1983)
- Who's That Girl, regia di James Foley (1987)
- Time Trackers, regia di Howard R. Cohen (1989)
- Frame Up, regia di Paul Leder (1991)
- Matinee, regia di Joe Dante (1993)
- The Naked Monster, regia di Wayne Berwick, Ted Newsom (2005)

### Televisione
- You Are There – serie TV, un episodio (1953)
- Cavalcade of America – serie TV, 5 episodi (1953-1954)
- Schlitz Playhouse of Stars – serie TV, 4 episodi (1953-1955)
- The George Burns and Gracie Allen Show – serie TV, un episodio (1954)
- The Public Defender – serie TV, 2 episodi (1954-1955)
- Lux Video Theatre – serie TV, 2 episodi (1955-1956)
- Crusader – serie TV, 2 episodi (1955-1956)
- General Electric Theater – serie TV, 2 episodi (1955-1961)
- Four Star Playhouse – serie TV, un episodio (1955)
- The Star and the Story – serie TV, episodio 1x13 (1955)
- The Millionaire – serie TV, un episodio (1955)
- Studio 57 – serie TV, 2 episodi (1955)
- The Adventures of Jim Bowie – serie TV, 3 episodi (1956-1957)
- Dr. Christian – serie TV, un episodio (1956)
- Lassie – serie TV, un episodio (1956)
- The Ford Television Theatre – serie TV, un episodio (1956)
- Jane Wyman Presents The Fireside Theatre – serie TV, un episodio (1956)
- On Trial – serie TV, un episodio (1956)
- The Gale Storm Show: Oh, Susanna! – serie TV, un episodio (1956)
- Broken Arrow – serie TV, un episodio (1956)
- The Californians – serie TV, 3 episodi (1957-1958)
- I racconti del West (Zane Grey Theater) – serie TV, 2 episodi (1957-1959)
- Disneyland – serie TV, 2 episodi (1957-1961)
- Perry Mason – serie TV, 5 episodi (1957-1964)
- Gunsmoke – serie TV, 2 episodi (1957-1971)
- State Trooper – serie TV, un episodio (1957)
- Wire Service – serie TV, episodio 1x14 (1957)
- Crossroads – serie TV, episodio 2x17 (1957)
- Telephone Time – serie TV, un episodio (1957)
- Casey Jones – serie TV, un episodio (1957)
- Suspicion – serie TV, un episodio (1957)
- Rescue 8 – serie TV, 4 episodi (1958-1959)
- L'uomo ombra (The Thin Man) – serie TV, episodio 1x23 (1958)
- Trackdown – serie TV, 2 episodi (1958)
- Gli uomini della prateria (Rawhide) – serie TV, 3 episodi (1959-1964)
- Destination Space – film TV (1959)
- Man with a Camera – serie TV, un episodio (1959)
- Behind Closed Doors – serie TV, un episodio (1959)
- The D.A.'s Man – serie TV, un episodio (1959)
- Yancy Derringer – serie TV, episodio 1x25 (1959)
- The Third Man – serie TV, un episodio (1959)
- Men Into Space – serie TV, episodio 1x01 (1959)
- Maverick – serie TV, 2 episodi (1960-1961)
- Tales of Wells Fargo – serie TV, 2 episodi (1960-1962)
- Johnny Midnight – serie TV, un episodio (1960)
- The Rifleman – serie TV, un episodio (1960)
- I detectives (The Detectives) – serie TV, episodio 1x32 (1960)
- Coronado 9 – serie TV, un episodio (1960)
- Carovane verso il west (Wagon Train) – serie TV, 3 episodi (1961-1963)
- Hong Kong – serie TV, episodio 1x20 (1961)
- The Roaring 20's – serie TV, un episodio (1961)
- Lawman – serie TV, un episodio (1961)
- Gli intoccabili (The Untouchables) – serie TV, 2 episodi (1961)
- Thriller – serie TV, 2 episodi (1961)
- Surfside 6 – serie TV, episodio 2x14 (1961)
- Ai confini della realtà (The Twilight Zone) – serie TV, 2 episodi (1962-1963)
- L'ora di Hitchcock (The Alfred Hitchcock Hour) – serie TV, 2 episodi (1962-1964)
- Avventure in paradiso (Adventures in Paradise) – serie TV, episodio 3x21 (1962)
- The Wide Country – serie TV, episodio 1x03 (1962)
- The Fisher Family – serie TV, un episodio (1962)
- Hazel – serie TV, un episodio (1962)
- Il virginiano (The Virginian) – serie TV, 2 episodi (1963-1966)
- Laramie – serie TV, un episodio (1963)
- The Andy Griffith Show – serie TV, un episodio (1963)
- Indirizzo permanente (77 Sunset Strip) – serie TV, episodio 5x35 (1963)
- Kraft Mystery Theater – serie TV, un episodio (1963)
- Polvere di stelle (Bob Hope Presents the Chrysler Theatre) – serie TV, un episodio (1963)
- Viaggio in fondo al mare (Voyage to the Bottom of the Sea) – serie TV, 2 episodi (1964-1965)
- Destry – serie TV, un episodio (1964)
- Channing – serie TV, un episodio (1964)
- Mr. Novak – serie TV, episodio 2x10 (1964)
- Il dottor Kildare (Dr. Kildare) – serie TV, 2 episodi (1965-1966)
- Laredo – serie TV, 2 episodi (1965-1966)
- Diamond Jim: Skulduggery in Samantha – film TV (1965)
- Tom, Dick and Mary – serie TV, un episodio (1965)
- Combat! – serie TV, un episodio (1965)
- Il fuggiasco (The Fugitive) – serie TV, un episodio (1965)
- I mostri (The Munsters) – serie TV, un episodio (1965)
- La legge di Burke (Burke's Law) – serie TV, episodio 3x07 (1965)
- Get Smart – serie TV, 3 episodi (1965)
- Death Valley Days – serie TV, un episodio (1965)
- La grande vallata (The Big Valley) – serie TV, 2 episodi (1966-1967)
- F.B.I. (The F.B.I.) – serie TV, 5 episodi (1966-1973)
- The Farmer's Daughter – serie TV, un episodio (1966)
- Gidget – serie TV, un episodio (1966)
- Batman – serie TV, 2 episodi (1966)
- Iron Horse – serie TV, un episodio (1966)
- A Man Called Shenandoah – serie TV, episodio 1x29 (1966)
- Garrison Commando (Garrison's Gorillas) – serie TV, episodi 1x04-1x20 (1967-1968)
- Codice Gerico (Jericho) – serie TV, episodio 1x15 (1967)
- Insight – serie TV, un episodio (1967)
- I Monkees (The Monkees) – serie TV, un episodio (1967)
- Gomer Pyle: USMC – serie TV, un episodio (1967)
- Dragnet 1967 – serie TV, un episodio (1967)
- Daniel Boone – serie TV, 3 episodi (1968-1970)
- Lancer – serie TV, episodio 1x09 (1968)
- Ironside – serie TV, un episodio (1968)
- Reporter alla ribalta (The Name of the Game) – serie TV, 2 episodi (1969-1970)
- Ai confini dell'Arizona (The High Chaparral) – serie TV, episodio 2x16 (1969)
- La terra dei giganti (Land of the Giants) – serie TV, un episodio (1969)
- Bonanza – serie TV, episodio 11x27 (1970)
- Uomini di legge (Storefront Lawyers) – serie TV, un episodio (1970)
- Giovani avvocati (The Young Lawyers) – serie TV, episodio 1x11 (1970)
- Mayberry R.F.D. – serie TV, 2 episodi (1971)
- Two on a Bench – film TV (1971)
- Killer by Night – film TV (1972)
- The Longest Night – film TV (1972)
- La figlia del diavolo (The Devil's Daughter) – film TV (1973)
- L'uomo da sei milioni di dollari - Dalla Luna al deserto (The Six Million Dollar Man), regia di Richard Irving – film TV (1973)
- Kung Fu – serie TV, un episodio (1974)
- Kolchak: The Night Stalker – serie TV, un episodio (1974)
- Ellery Queen – serie TV, episodio 1x11 (1975)
- Barbary Coast – serie TV, un episodio (1976)
- Lincoln – serie TV, un episodio (1976)
- Laverne & Shirley – serie TV, un episodio (1977)
- Love's Savage Fury – film TV (1979)
- Quincy (Quincy M.E.) – serie TV, un episodio (1979)
- Buck Rogers (Buck Rogers in the 25th Century) – serie TV, un episodio (1979)
- Beggarman, Thief – film TV (1979)
- The Day the Bubble Burst – film TV (1982)
- I ragazzi di padre Murphy (Father Murphy) – serie TV, un episodio (1982)
- La signora in giallo (Murder, She Wrote) – serie TV, episodio 1x04 (1984)
- Kate e Allie (Kate & Allie) – serie TV, un episodio (1985)
- New York New York (Cagney & Lacey) – serie TV, un episodio (1987)
- La bella e la bestia (Beauty and the Beast) – serie TV, 2 episodi (1988-1989)
- Dynasty – serie TV, 3 episodi (1988)
- Balki e Larry - Due perfetti americani (Perfect Strangers) – serie TV, un episodio (1988)
- The Ed Begley Jr. Show – film TV (1989)
- E giustizia per tutti (Equal Justice) – serie TV, un episodio (1990)
- Cin cin (Cheers) – serie TV, 2 episodi (1992-1993)
- La famiglia Brock (Picket Fences) – serie TV, 11 episodi (1992-1994)
- Dead Man's Revenge – film TV (1994)
- White Dwarf – film TV (1995)
- Chicago Hope – serie TV, un episodio (1995)
- Jarod il camaleonte (The Pretender) – serie TV, un episodio (1996)

## Doppiatori italiani
Nelle versioni in italiano delle opere in cui ha recitato, Robert Cornthwaite è stato doppiato da:
- Sandro Ruffini in La cosa da un altro mondo
- Aleardo Ward in La guerra dei mondi
- Stefano Sibaldi in La maschera di porpora
- Giuseppe Rinaldi in L'aquila solitaria
- Manlio Busoni in Dieci secondi col diavolo
- Bruno Persa in Che fine ha fatto Baby Jane?
- Gianni Vagliani in Who's That Girl
- Gianfranco Bellini in Matinee